# Певец на свадьбе
«Певец на свадьбе» (англ. The Wedding Singer) — американская романтическая комедия 1998 года, снятая Фрэнком Корачи по сценарию Тима Херлихи. Главные роли в фильме исполняют Адам Сэндлер и Дрю Бэрримор. Это первый из трёх фильмов с участием Сэндлера и Бэрримор, позже снявшихся в комедиях «50 первых поцелуев» (2004) и «Смешанные» (2014), а также первый из двух, снятый Корачи.

## Сюжет
Во время свадьбы солист оркестра Робби Харт знакомится с официанткой Джулией. Выясняется, что каждый из них готовится к своей свадьбе. Однако женитьба Робби расстраивается, и Джулия просит его помочь с организацией своей свадьбы.

## Актёрский состав
- Адам Сэндлер — Робби Харт
- Дрю Бэрримор — Джулия Салливан
- Кристин Тейлор — Холли Салливан
- Джоди Телен — Кейт Харт
- Аллен Коверт — Сэмми
- Энджела Федерстон — Линда
- Мэттью Глэйв — Гленн Гулия
- Эллен Альбертини Дау — Рози
- Алексис Аркетт — Джордж Ститцер
- Кристина Пиклз — Энджи Салливан
- Фрэнк Сиверо — Энди
- Билли Айдол — в роли самого себя
- Кевин Нилон — мистер Симмс
- Стивен Брилл — друг Гленна
- Стив Бушеми — Дэйв
- Питер Данте — друг Дэйва
- Джон Ловитц — Джимми Мур

## Саундтрек
Всего в 1998 году было выпущено 2 альбома с саундтреком из фильма:
- «The Wedding Singer»
- «The Wedding Singer Volume 2».

### The Wedding Singer
1. «Video Killed the Radio Star» — The Presidents of the United States of America
2. «Do You Really Want to Hurt Me» — Boy George
3. «Every Little Thing She Does Is Magic» — The Police
4. «How Soon Is Now?» — The Smiths
5. «Love My Way» — The Psychedelic Furs
6. «Hold Me Now» — Thompson Twins
7. «Everyday I Write the Book» — Elvis Costello
8. «White Wedding» — Billy Idol
9. «China Girl» — David Bowie
10. «Blue Monday» — New Order
11. «Pass the Dutchie» — Musical Youth
12. «Have You Written Anything Lately?»
13. «Somebody Kill Me» — Адам Сэндлер
14. «Rapper's Delight» — Sugarhill Gang и Ellen Dow

### «The Wedding Singer Volume 2»
1. «Too Shy» — Kajagoogoo
2. «It’s All I Can Do» — The Cars
3. «True» — Spandau Ballet
4. «Space Age Love Song» — A Flock of Seagulls
5. «Private Idaho» — The B-52's
6. «Money (That's What I Want)» — Flying Lizards
7. «You Spin Me Round (Like a Record)» — Dead or Alive
8. «Just Can't Get Enough» — Depeche Mode
9. «Love Stinks» — The J. Geils Band
10. «You Make My Dreams» — Hall & Oates
11. «Holiday» — Мадонна
12. «Grow Old With You» — Адам Сэндлер

Следующие песни прозвучали в фильме, но не были включены в саундтрек:
- «Der Kommissar» — After the Fire
- «99 Luftballons» — Nena
- «Till There Was You» — Ellen Dow
- «Don't Stop Believin'» — Journey
- «Boys Don’t Cry» — The Cure
- «All Night Long (All Night)» — Lionel Richie
- «That's All» — Адам Сэндлер
- «Ladies' Night» — (авторы — Kool & the Gang), исполнил Джон Ловитц
- «Do You Believe in Love» — Huey Lewis and the News
- «Jam on It» — Newcleus
- «Miami Vice Theme» — Jan Hammer
- «Hungry Heart» — Bruce Springsteen
- «The Goofball Brothers Show» — Sourcerer
- «Wake Me Up Before You Go-Go» — Wham!

## Релиз
В США фильм вышел в прокат 13 февраля 1998 года, в Великобритании — 5 июня 1998 года.
Всего фильм собрал в мировом прокате 123 306 987 $, что сделало фильм коммерчески успешным, учитывая его бюджет — 21 000 000 $. В американском прокате фильм дебютировал на 2 месте с кассой 18 865 080 $, уступив лишь Титанику.